# Бохуњице (Љевице)
Бохуњице (слч. Bohunice) насељено је мјесто са административним статусом сеоске општине (слч. obec) у округу Љевице, у Њитранском крају, Словачка Република.

## Становништво
| Година:    | 1994. | 2004.    | 2014.    | 2024.    |
| ---------- | ----- | -------- | -------- | -------- |
| Број људи: | 174   | 153      | 133      | 159      |
| Разлика:   |       | -12,06 % | -13,07 % | +19,54 % |

| Година:    | 2023. | 2024.   |
| ---------- | ----- | ------- |
| Број људи: | 156   | 159     |
| Разлика:   |       | +1,92 % |

Према подацима о броју становника из 2011. године насеље је имало 134 становника.